# Acnemia funerea
Acnemia funerea är en tvåvingeart som beskrevs av Freeman 1951. Acnemia funerea ingår i släktet Acnemia och familjen svampmyggor. Inga underarter finns listade i Catalogue of Life.